# Sue Snell
Susan D. "Sue" Snell è uno dei personaggi del romanzo Carrie di Stephen King (1974).
Nel film del 1976 Carrie - Lo sguardo di Satana e nel sequel del 1999 Carrie 2 - La furia è interpretata da Amy Irving. Nel remake del 2002 è stata invece interpretata da Kandyse McClure e in quello del 2013 da Gabriella Wilde.

## Storia
Sue Snell è una liceale che frequenta la Ewen High School, nonché fidanzata di Tommy Ross, il ragazzo più bello ed atletico della scuola. È una delle compagne di classe di Carrie White, la protagonista del romanzo, una ragazza dotata di telecinesi derisa da tutti per la sua personalità fragile e i suoi modi di fare bigotti, nonché odiata dalla madre mentalmente malata. 
Un giorno, mentre Carrie, assieme a lei e alle altre compagne, sta facendo la doccia dopo una lezione di educazione fisica, subisce le sue prime mestruazioni. Spaventata, in quanto non sa cosa stia succedendo al suo corpo perché la madre non gliene ha mai parlato (la donna difatti, nella sua follia religiosa, ritiene le mestruazioni frutto di pensieri impuri e di lussuria), viene derisa sia da lei che dalle altre ragazze, che, cantilenando "Metti il tappo!", le tirano addosso degli assorbenti igienici.
 Successivamente punite dalla professoressa Rita Desjardin, l'unica accorsa in aiuto di Carrie, che costringe tutte a passare un'ora al giorno in più di lezione a scuola assieme a lei pena l'esclusione dal ballo scolastico di primavera in programma da lì a pochi giorni, Sue, tormentata dai rimorsi per ciò che ha fatto alla compagna, chiede al suo fidanzato d'accompagnarla all'evento, per cercare di porre così rimedio al suo gesto. Il ragazzo, all'inizio dubbioso, finisce per accettare. Ma la sera del ballo, Christine Hargensen, un'altra delle compagne di classe di Carrie che, più di tutti, aveva preso la ragazza in particolare antipatia, gioca alla stessa l'ennesimo ed ultimo scherzo malvagio, cosa che porta Carrie a scatenare la telecinesi e a trasformare l'allegra serata del ballo in un bagno di sangue. L'adolescente poi, stremata per ciò che l'uso della telecinesi ha provocato al suo corpo e ferita dalla madre Margaret che, ritenendola figlia del peccato, tenta di ucciderla al suo rientro, muore proprio fra le braccia di Sue, che la trova inanime in un parcheggio dove s'era trascinata dopo essere fuggita da casa.
Nel film del 1976, nella scena finale, Sue (Susy nel doppiaggio italiano) sogna di lasciare dei fiori davanti alla lapide di Carrie, dove qualcuno ha scritto: "CARRIE WHITE BURNS IN HELL! ("Carrie White brucia all'Inferno!"). Mentre si china, spunta dalla tomba la mano insanguinata della ragazza che cerca di trascinarla sottoterra. Sue si risveglia urlante tre le braccia della madre che tenta di tranquillizzarla.
Nel film del 2002 Sue Snell è una ragazza mulatta, e racconta in un commissario di polizia, filmata da una telecamera, tutta la storia di Carrie e gli avvenimenti che hanno portato la distruzione nella città. Sue ometterà tuttavia, l'ultima parte, nascondendo alle autorità che Carrie è in realtà ancora viva. Nel finale, Sue va a casa di Carrie salvandola dal tentato annegamento nella vasca da bagno da parte della madre. Carrie vedendo i ricordi di Sue comprende infine la sua reale sincerità di come aveva cercato di aiutarla e di volerle essere amica davvero. Sue decide infine di aiutare Carrie a scappare dalla città sotto falsa identità, per farsi una nuova vita lontana dal passato, promettendosi si aiutarsi insieme.
Nel remake del 2013 il finale è diverso: Sue va a casa di Carrie nel tentativo di aiutarla, ma quest'ultima, che ha appena ucciso la madre, mentre la casa sta crollando su sé stessa, la salva catapultandola fuori dalla stessa grazie alla telecinesi dopo averle rivelato che sta aspettando una figlia. Il giorno dopo, non in sogno ma nella realtà, Sue porta una rosa bianca sulla tomba di Carrie, dove si può rileggere la stessa scritta che compare anche nel film di Brian De Palma, podo dopo che Sue si allontana, tutta via, la lapide di Carrie si spezza, indicando che è ancora viva. Solo in un final cut si vede Sue che sogna di partorire la mano insanguinata di Carrie invece della bambina; il film si conclude con Sue col pancione, prossima al parto, che urla tra le braccia della madre.

## Carrie 2
Nel sequel del film, Sue, che lavora come psicologa nel nuovo liceo Ewen, costruito poco distante dalle macerie di quello distrutto dalla telecinesi di Carrie, si trova a dover assistere Rachel Lang (Emily Bergl), una ragazza difficile, bersagliata dalle prese in giro di un gruppo di compagni che, come se non bastasse, subisce anche la perdita della migliore amica Lisa Parker, che si uccide dopo essere stata maltrattata da un ragazzo. Sue, stando a contatto con Rachel, scoprirà che la ragazza è telecinetica come Carrie White e che è figlia di Ralph White. Anche Rachel, come Carrie, sarà vittima di un brutto scherzo da parte dei compagni durante una festa organizzata per una vittoria della locale squadra sportiva e si vendicherà scatenando i suoi poteri e massacrando quasi tutti i presenti. In quest'occasione, anche Sue morirà accidentalmente.